# 庆安县
庆安县，简称庆，是中国黑龙江省绥化市下辖的一个县，位于该省中部松嫩平原与小兴安岭余脉的交汇地带，属呼兰河流域中上游。面积5469平方公里，县人民政府驻吉康街道中央东大街18号。
庆安县属于低山丘陵平原区，属寒温带大陆性季风气候，适宜种植水稻、玉米、大豆等作物。
庆安是国家绿色食品A级水稻生产基地、国家级生态示范区、国家级现代农业示范区、首批授牌的国家现代农业产业园、全国粮食生产先进县、“中国好粮油”示范县、全国农产品加工示范基地、全国主要农作物生产全程机械化示范县、全国平安农机示范县、全国水稻绿色高质高效示范县、国家有机产品认证示范创建区，享有中国绿色食品之乡、中国绿色名县和中国版画之乡等美誉。

## 历史沿革
清初，县境属呼兰城守尉辖地，后为呼兰副都统管辖。同治初年，山东农民于清携眷来此垦殖定居，渐成村落，从此称“于清窝堡”。
1882年2月（光绪八年），改称“于清街”。1885年5月（光緒十一年），黑龍江將軍奏准，设置绥化厅治的同时，在于清街设分防经历，并取“于清”二字之谐音，以“吉庆有余”之意，定名“余庆街”。1905年（光緒三十一年），奏准改县并沿用街名，定名余庆县，隶绥化府。
民國成立後，因與貴州省餘慶縣同名，1914年改名慶城縣。满洲国建国后，初由黑龙江省管辖，1934年12月改隶滨江省。1939年6月，又改隶新设之北安省。1943年7月1日，庆城、铁骊两县正式合并，改为庆安县，县城改为庆安街。
1945年日本投降後，庆安县仍旧隶属黑龙江省。1946年6月，铁骊区域划出，恢复铁骊县。
1958年9月5日，国务院批准，撤销铁力县，并入庆安县。
1962年10月20日，国务院批准，将原并入庆安县的铁力地区划出，恢复铁力县。
1965年6月，松花江专区改称绥化专区，庆安县隶属绥化专区。
1999年经国务院批准，成立地级绥化市，庆安县隶属于绥化市。

## 区域人口
幅员5,469平方公里，全县共辖14个乡镇，93个行政村，4 个街道、12 个社区，8 个国有林场。庆安居住着汉族、朝鲜族、满族、回族、蒙古族、鄂伦春族、壮族、瑶族、白族、高山族、锡伯族、布依族、乌孜别克族、鄂温克族等 14 个民族。
根據第七次人口普查數據，截至2020年11月1日零時，慶安縣常住人口為260592人。
2022年底全县总人口为 35 万人，其中农业人口为 28 万人。全县总户数15.7万户。生活习俗随着国家的经济发展，人们生活水平不断提高，服饰着装变化迅速，花样年年翻新。日常生活饮食主食以大米、白面为主。菜食有肉类、禽、蛋、各类蔬菜。小孩出生、老人寿日、婚丧嫁娶等方面以汉族的礼仪习俗为主流。居民通用语言为汉语，属黑龙江省次方言，北方方言规范，接近普通话，语言标准。

## 行政区划
庆安县下辖4个街道、8个镇、6个乡：
吉康街道、庆瑞街道、平顺街道、安泰街道、庆安镇、民乐镇、大罗镇、平安镇、勤劳镇、久胜镇、同乐镇、柳河镇、建民乡、巨宝山乡、丰收乡、发展乡、致富乡、欢胜乡、国有林场管理局和柳河农场。

## 自然资源
庆安县境内主要河流有9条，即呼兰河、欧根河、格木克河、伊吉密河、安帮河、拉林青河、银河、双银河、泥尔河。耕地面积278.66万亩，林地面积206万亩，草原面积27万亩，宜渔水面14万亩，其它用地10万亩。
土质肥沃，有机质含量为省标二级，速磷含量为省标三级，速钾含量为省标二级，速氮含量为省标一级，适宜种植水稻、玉米、大豆、高粱、谷糜 、烤烟、甜菜、亚麻和瓜菜等作物，是国家重要商品粮基地。庆安县农村人均占有土地7.96亩。
有金属非金属水气矿产三大系列 33 种矿产资源，木耳、元蘑、猴头菇等丰富的野生山特产品，人参、党参、刺五加、五味子等 300 多种野生中药材，鹿、熊、狍、獾、山鸡、野鸭等40多种野生动物。

## 气候气温
庆安县属于低山丘陵平原区，海拔高度在160－820米之间，平均海拔450米左右，农业区平均海拔200米左右。气候特征属寒温带大陆性季风气候。一年四季分明，春季多风干早;夏季温热多雨;秋季温凉适中;冬季寒冷干燥。全县年平均日照时数为 2599 小时;年平均气温为1.69℃;无霜期 128 天左右;年平均降雨量 577 毫米。
| 1981-2010年间庆安县气候数据                         | 1981-2010年间庆安县气候数据 | 1981-2010年间庆安县气候数据 | 1981-2010年间庆安县气候数据 | 1981-2010年间庆安县气候数据 | 1981-2010年间庆安县气候数据 | 1981-2010年间庆安县气候数据 | 1981-2010年间庆安县气候数据 | 1981-2010年间庆安县气候数据 | 1981-2010年间庆安县气候数据 | 1981-2010年间庆安县气候数据 | 1981-2010年间庆安县气候数据 | 1981-2010年间庆安县气候数据 | 1981-2010年间庆安县气候数据 |
| 月份                                                | 1月                         | 2月                         | 3月                         | 4月                         | 5月                         | 6月                         | 7月                         | 8月                         | 9月                         | 10月                        | 11月                        | 12月                        | 全年                        |
| --------------------------------------------------- | --------------------------- | --------------------------- | --------------------------- | --------------------------- | --------------------------- | --------------------------- | --------------------------- | --------------------------- | --------------------------- | --------------------------- | --------------------------- | --------------------------- | --------------------------- |
| 历史最高温 °C（°F）                                 | 0 (32)                      | 8.5 (47.3)                  | 18.9 (66.0)                 | 28.5 (83.3)                 | 33.5 (92.3)                 | 37.5 (99.5)                 | 36.7 (98.1)                 | 35.8 (96.4)                 | 31.3 (88.3)                 | 25.8 (78.4)                 | 14.7 (58.5)                 | 3.9 (39.0)                  | 37.5 (99.5)                 |
| 平均高温 °C（°F）                                   | −15 (5)                     | −9 (16)                     | 0.8 (33.4)                  | 12.4 (54.3)                 | 20.3 (68.5)                 | 25.5 (77.9)                 | 27.2 (81.0)                 | 25.7 (78.3)                 | 20.2 (68.4)                 | 10.6 (51.1)                 | −2.1 (28.2)                 | −12.1 (10.2)                | 8.7 (47.7)                  |
| 日均气温 °C（°F）                                   | −21 (−6)                    | −15.9 (3.4)                 | −5.2 (22.6)                 | 6.2 (43.2)                  | 13.9 (57.0)                 | 20 (68)                     | 22.4 (72.3)                 | 20.6 (69.1)                 | 14 (57)                     | 4.9 (40.8)                  | −7.4 (18.7)                 | −17.5 (0.5)                 | 2.9 (37.2)                  |
| 平均低温 °C（°F）                                   | −26.3 (−15.3)               | −22.1 (−7.8)                | −11.1 (12.0)                | 0.2 (32.4)                  | 7.5 (45.5)                  | 14.5 (58.1)                 | 17.9 (64.2)                 | 16 (61)                     | 8.4 (47.1)                  | −0.1 (31.8)                 | −11.9 (10.6)                | −22.3 (−8.1)                | −2.4 (27.6)                 |
| 历史最低温 °C（°F）                                 | −41.2 (−42.2)               | −38.3 (−36.9)               | −33.9 (−29.0)               | −13 (9)                     | −5.4 (22.3)                 | 3.6 (38.5)                  | 9 (48)                      | 6 (43)                      | −5.4 (22.3)                 | −16.3 (2.7)                 | −31.1 (−24.0)               | −39 (−38)                   | −41.2 (−42.2)               |
| 平均降水量 mm（）                                   | 4.4 (0.17)                  | 3.6 (0.14)                  | 10.8 (0.43)                 | 23.4 (0.92)                 | 45.1 (1.78)                 | 85.4 (3.36)                 | 154.2 (6.07)                | 126.3 (4.97)                | 63.1 (2.48)                 | 26.9 (1.06)                 | 10.3 (0.41)                 | 6.5 (0.26)                  | 560 (22.05)                 |
| 平均相對濕度（％）                                  | 77                          | 74                          | 64                          | 57                          | 56                          | 67                          | 78                          | 80                          | 73                          | 67                          | 69                          | 76                          | 70                          |
| 来源：中国气象局中国地面气候标准值月值（1981-2010） |                             |                             |                             |                             |                             |                             |                             |                             |                             |                             |                             |                             |                             |

## 通信交通
固话和移动通讯覆盖率达100%，光纤网络覆盖率已达100%；有线网络电视覆盖率已达100％。绥佳铁路、鹤哈高速、哈伊公路、鸡讷公路穿境而过，距哈尔滨170公里。县内公路总里程1677.70公里，其中鹤哈高速过境62.9公里，国道120.50公里，县乡村级公路1494.30公里。

## 社会发展
科技事业，现有科研机构28家，各类专业技术人员6,118人，取得科技成果260项，申报专利120项，培育省级以上高新技术企业8家，省级认证高新技术产品7个。科技进步贡献率达到61.5%。
教育事业。全县共有各类公办学校35所，教师总数3296人，在校学生22476人。各级各类幼儿园总数56所。
文化事业。全县共有文化行政机构1处，公共图书馆1个，文化馆1个，博物馆（展览馆）3个，其它文化设施440多处。现有庆安花棍舞、庆安版画等省级非物质文化遗产保护项目5项，市级非物质文化遗产保护项目10项。
卫生事业。全县共有医疗卫生机构239个，卫生技术人员1453人，其中执业医师828人，注册护士518人。全县人均寿命达到78.19岁。
体育事业。全县体育管理机构1个，下设少年业余体育学校1个，有各级各类社会体育指导员116人，各级各类体育协会14个，体育场地448个，人均体育场地面积1.74平方米，体育人口达42.5%以上。

## 特产
庆安大米：中国地理标志产品。